# Popović (gmina miejska Sopot)
Popović (cyr. Поповић) – wieś w Serbii, w mieście Belgrad, w gminie miejskiej Sopot. W 2011 roku liczyła 1679 mieszkańców.